# Featherstones
Featherstones was een kleine warenhuisgroep uit Kent.

## Geschiedenis
In 1901 richtte John Thomas Featherstone een winkel op in  High Street in Chatham om goederen aan het publiek te leveren, met het nieuwe idee om ze op krediet te verkopen zonder dat er rente in rekening werd gebracht.
De winkel verkocht een breed assortiment, van stoffen tot kolen. In vroege advertenties werd de winkel vermeld als "Universal Providers".
Tegen de jaren dertig was het aantal vestiging uitgebreid. Er waren vestigingen geopend in:
- High Street in Rochester;
- Bell Road in Sittingbourne;
- The Broadway in Sheerness;
- Palace Street in Canterbury;
- Parrock Street in Gravesend en
- Earl Street in Maidstone.

Het bedrijf had een club waarmee klanten hun geld konden sparen om goederen te kopen.
In de jaren 1970 reed Chris Featherstone, een lid van de familie, met sportwagens, waaronder de Formule 5000.
Het bedrijf bleef draaien tot 1981, toen de winkels werden gesloten en het bedrijf zijn focus verlegde naar onroerend goed.